# Arnold Durig
Arnold Durig (* 12. November 1872 in Innsbruck; † 18. Oktober 1961 in Schruns) war ein österreichischer Physiologe.

## Leben

### Kindheit und Studium in Innsbruck
Arnold Durig war der Sohn von Josef Durig, Direktor der Lehrerbildungsanstalt in Innsbruck, und Karoline Durig, geborene Haselwandter.
Der Vater stammte aus einer kleinbäuerlichen Familie aus Tschagguns im Montafon. Nach dem Besuch der Volksschule und des Gymnasiums in Innsbruck studierte Arnold Durig an der dortigen Leopold-Franzens-Universität Medizin. In Innsbruck wurde er Mitglied der schlagenden Studentenverbindung Akademischer Gesangsverein. Daneben arbeitete er am Hygienischen und am Chemischen Institut. Er bestand sämtliche medizinischen Examina mit Auszeichnung und promovierte am 26. Januar 1898 zum Doktor der gesamten Heilkunde. Anschließend war er Sekundararzt und Volontär an verschiedenen Innsbrucker Kliniken. Zeitweise arbeitete er als Zahnarzt und schließlich als Landarzt in Niederösterreich. Bereits seit 1891 war er Mitglied im Österreichischen Alpenverein.

### Wissenschaftliche Karriere in Wien
1900 wechselte Durig an das Physiologische Institut der Universität Wien, wo er am 25. Juni 1902 für Physiologie habilitierte. Nach einem Studienaufenthalt in Oxford arbeitete er bei Nathan Zuntz an der Landwirtschaftlichen Hochschule Berlin.
1903 wurde Durig an die Hochschule für Bodenkultur in Wien berufen und im März 1904 zum außerordentlichen, im Januar 1905 zum ordentlichen Professor ernannt. Im selben Jahr heiratete er Alexandra Rohorska, mit der er in der Folge eine Tochter Ilse hatte.
Im Ersten Weltkrieg war er ab Juli 1915 Abteilungsleiter im Lazarett der Festung Sarajevo. Gegen Kriegsende leitete er als Oberstabsarzt das k. u. k. Kriegsspital Grinzing, mit 60 Baracken für 6.000 verwundete Soldaten vermutlich das größte Notspital der Monarchie.
Die Universität Wien berief ihn am 2. Dezember 1918 auf den Lehrstuhl für Physiologie an der medizinischen Fakultät, womit er die Nachfolge von Siegmund Exner-Ewarten antrat. Sein Institut zählte in der Zwischenkriegszeit zu den arbeitsfreudigsten der Medizinischen Universität.
1924 forderte Durig ein Gutachten über die sogenannte Laienanalyse, die durch Nicht-Ärzte ausgeübt wird, von Sigmund Freud an und diskutierte später mit Freud darüber. Durig war sehr wahrscheinlich das Modell für jenen „Unparteiischen“ in Freuds Tendenzschrift Die Frage der Laienanalyse: Unterredungen mit einem Unparteiischen (1926).

### Zeit des Nationalsozialismus in Tschagguns
Durig war vor dem Anschluss im Februar 1938 zum Vorsitzenden des Landessanitätsrats für Wien gewählt worden, ein Gremium, welches mit dem Anschluss Österreichs an das Deutsche Reich außer Kraft gesetzt wurde. Zum 31. Mai 1938 wurde er als Ordinarius für Physiologie zwangspensioniert und vorübergehend verhaftet. Andererseits soll er den Nationalsozialisten keineswegs feindlich gegenübergestanden haben und zum Beispiel den Kontakt zu jüdischen Kollegen, wie dem 1934 entlassenen Direktor des Kaiser-Wilhelm-Instituts für Biochemie, Carl Neuberg, abgebrochen haben. Am 18. Oktober 1939 beantragte er die Aufnahme in die NSDAP und wurde rückwirkend zum 1. Mai 1938 aufgenommen (Mitgliedsnummer 6.384.715). Durig zog sich nach Latschau zurück, von wo aus er weiter Kontakt mit Kollegen und Studenten hielt. Am 1. Mai 1945 wurde er aus Altersgründen in den Ruhestand versetzt.

### Nachkriegszeit in Tschagguns
Durig wurde als Pensionist ehrenhalber seitens des Landesschulrates bevollmächtigt, örtliche Schulen zu inspizieren, im Sinne einer Berichterstattung, ohne Weisungsvollmacht. Der Pfarrkirche Tschagguns schenkte er ein Bild, welches an die Not in Kriegen erinnert. Er hielt 1960 die Festrede zur Ehrenbürgerschaft von Edwin Albrich.

## Werk

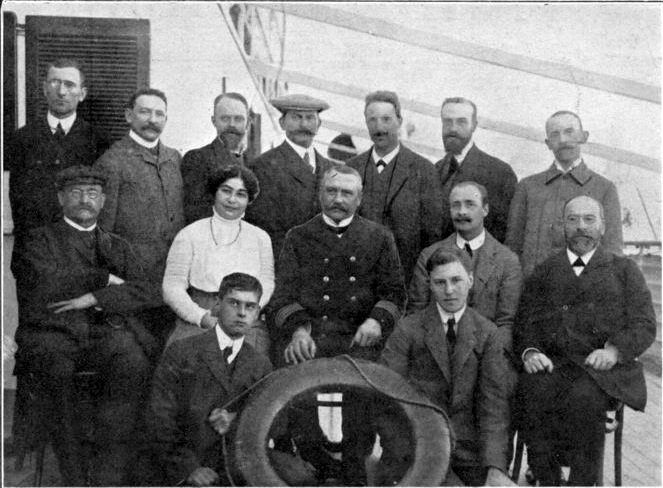
Die Teilnehmer der Expedition nach Teneriffa 1910, in der hinteren Reihe als dritter von rechts Arnold Durig.

Durigs Werk umfasst etwa 1.000 Publikationen zur Ernährungs-, Stoffwechsel- und Höhenphysiologie. Speziell auf dem Gebiet der Höhenphysiologie muss man ihn neben seinem Lehrer Zuntz sowie Adolf Loewy und Angelo Mosso zu den Pionieren zählen. Er unternahm mehrere Expeditionen ins Hochgebirge, um Feldforschung, auch am eigenen Körper, zu betreiben. 1903 verbrachte er mit Zuntz drei Wochen in der Schutzhütte Capanna Regina Margherita auf der Signalkuppe (4.554 m ü. NN) im Monte-Rosa-Massiv der Walliser Alpen. Ziel der Forscher war es, die Atmungs- und Stoffwechselversuche von Zuntz und Loewy aus dem Jahre 1901 zu ergänzen. Die Folgeexpedition im Jahre 1906 leitete bereits Durig. 1910 war Durig neben Zuntz, Carl Neuberg und dem Wiener Physiologen Hermann von Schrötter Teilnehmer einer Expedition nach Teneriffa. Schon während der Anreise per Schiff absolvierte er mit Zuntz ein sorgfältig geplantes Programm zur physiologischen Wirkung des Seeklimas. Der Schwerpunkt der Untersuchungen auf Teneriffa war erneut der Einfluss der Höhe, allerdings unter – was Temperatur und Lichtintensität anbetrifft – gänzlich anderen klimatischen Verhältnissen als zuvor in den Alpen.
In den Nachkriegsjahren beschäftigte ihn das Problem der Volksernährung. Seine Antrittsvorlesung an der Universität Wien hielt er 1918 zum Thema Physiologie als Unterrichtsgegenstand. Erhebungen über die Ernährung der Wiener Bevölkerung. Später wandte er sich verstärkt arbeitsphysiologischen Fragestellungen zu.
Schwerpunkte seiner Arbeit waren die Gaswechselphysiologie und Physiologie des Stoffwechsels, Arbeits- und Sportphysiologie, die Fragen der Ermüdung und des Kreislaufs.

## Ehrungen
Durig wurde für seine Verdienste zu Lebzeiten und posthum vielfach geehrt. Bereits 1906 erhielt er von der Kaiserlichen Akademie der Wissenschaften in Wien den Ignaz L. Lieben-Preis zuerkannt. Diese machte ihn 1911 zum korrespondierenden und 1915 zum Vollmitglied. Durig war seit 1917 Mitglied der Deutschen Akademie der Naturforscher Leopoldina und seit 1953 auch korrespondierendes Mitglied der Bayerischen Akademie der Wissenschaften.
Für seinen Einsatz im Ersten Weltkrieg bekam er das Offizierskreuz des Franz-Joseph-Ordens mit Kriegsdekoration, die Militär-Verdienstmedaille am Bande der Tapferkeitsmedaille, das Ehrenkreuz I. Klasse des Ehrenzeichens für Verdienste um das Rote Kreuz und die Preußische Rote-Kreuz-Medaille II. und I. Klasse.
Durig war Bürger ehrenhalber der Stadt Wien (1932) und Ehrenbürger Tschagguns. Im Montafon sind Straßen nach ihm benannt: der Hofrat-Durig-Weg in Schruns und die Hofrat-Durig-Straße in Tschagguns, Ortsteil Latschau.
Ihm und Lorenz Böhler zu Ehren wird seit Jahren der Durig-Böhler-Preis in Vorarlberg vergeben. Die Österreichische Gesellschaft für Ernährung vergibt in regelmäßigen Abständen den Arnold Durig Award. Auf ihren Jahrestagungen wurden in den Jahren 1972 bis 2006 in Erinnerung an Arnold Durig insgesamt 31 Gedächtnisvorlesungen gehalten.
1952 erhielt er von der Universität Innsbruck das Ehrendoktorat der Philosophie.

## Schriften (Auswahl)
- Beiträge zur Physiologie des Menschen im Hochgebirge, Pflügers Arch. 113 (1906) 213–316.
- Physiologische Ergebnisse der im Jahre 1906 durchgeführten Monte-Rosa-Expedition, Hölder, Wien, 1909.
- mit N. Zuntz: Zur physiologischen Wirkung des Seeklimas, Biochem Z. 39 (1912) 422–434.
- mit H. v. Schrötter und N. Zuntz: Über die Wirkung intensiver Belichtung auf den Gaswechsel und die Atemmechanik, Biochem. Z. 39 (1912) 469–495.
- Die Ermüdung, Hölder, Wien, 1916.
- Über physiologische Grundlagen bei der Ernährung Tuberkulöser, Perles, Wien, 1930.
- Über Blutdruck und Blutdruckmessung, Perles, Wien, 1932.